# Saylla (district)
Saylla (uitspreken als Sajlja) is een district van de Peruaanse provincie Cuzco. De hoofdplaats van het district is Saylla.
Het district is officieel ingesteld op 14 januari 1942.

## Bestuurlijke indeling
Het district is een onderdeel van de provincie Cuzco in de gelijknamige regio van Peru.
Districten: Ccorca · Cusco · Poroy · San Jerónimo · San Sebastian · Santiago · Saylla · Wanchaq